# Renata Leśniak
Renata Leśniak (ur. 4 lutego 1989 r.) – polska łuczniczka specjalizująca się w łuku bloczkowym.
W 2019 roku na mistrzostwach świata w 's-Hertogenbosch odpadła w pierwszej rundzie, przegrywając z Chen Yi-Hsuan reprezentującą Chińskie Tajpej 129:141. W zawodach drużynowych została sklasyfikowana na 17. pozycji razem z Małgorzatą Kapustą i Anną Stanieczek.

## Wyniki
| Rok  | Zawody                    | Miejscowość      | Grupa  | Ind. | Druż. | Mikst |
| ---- | ------------------------- | ---------------- | ------ | ---- | ----- | ----- |
| 2014 | Halowe mistrzostwa świata | Nîmes            | Senior | 17.  | 7.    | –     |
| 2014 | Mistrzostwa Europy        | Eczmiadzyn       | Senior | 33.  | 9.    | –     |
| 2018 | Mistrzostwa Europy        | Legnica          | Senior | 33.  | 9.    | –     |
| 2019 | Mistrzostwa świata        | ’s-Hertogenbosch | Senior | 57.  | 17.   | –     |